# Пјатони-Вила Сант'Антонио (Асколи Пичено)
Пјатони-Вила Сант'Антонио (итал. Piattoni-Villa Sant'Antonio) насеље је у Италији у округу Асколи Пичено, региону Марке.
Према процени из 2011. у насељу је живело 7733 становника. Насеље се налази на надморској висини од 148 м.